# Oscar Baumann
Oscar Baumann   (Viena, 25 de juny de 1864 - Viena, 12 d'octubre de 1899) fou un explorador, cartògraf i etnògraf austríac.

## Biografia
Va assistir a classes sobre història natural i geografia a la Universitat de Viena, i el 1885 va ser part d'una expedició austríaca que havia d'explorar la Conca del riu Congo, dirigida per Oskar Lenz. Tanmateix, va haver d'abandonar l'esmentada expedició al cap de poc a causa d'una malaltia. El 1886 va fer una investigació etnogràfica a l'illa de Fernando Poo. De tornada a Europa, va obtenir el seu doctorat en filosofia a la Universitat de Leipzig el 1888.
Baumann és conegut per la seva exploració de l'interior de l'Àfrica Oriental Alemanya (actuals Tanzània, Ruanda i Burundi), i la confecció de mapes de la regió. El 1888 va explorar la regió d'Usambara amb el geògraf Hans Meyer, amb la idea de continuar cap a la muntanya Kilimanjaro. Tanmateix, el seu avenç es va veure detingut a causa de l'anomenada "Rebel·lió d'Abushiri" (1888-1889). Baumann i Meyer van ser capturats i mantinguts com a ostatges, i només després que es pagués un gran rescat al líder rebel Abushiri Salim Ibn al-Harthi els dos homes van ésser alliberats.
La missió més cèlebre Baumann fou l'anomenada "Expedició Massai" de 1891- 1893, integrada per 200 membres. En aquesta expedició, va realitzar comprovacions cartogràfiques, i va ser el primer europeu a visitar el llac Eyasi, el Manyara i el cràter de l'Ngorongoro, i també el primer a entrar a Ruanda i Burundi. Durant l'expedició va explorar la capçalera del riu Kagera, que va raonar que era la veritable font del Nil. Com a resultat del seu viatge va escriure un llibre titulat "Durch Massailand zur Nilquelle (Per la terra dels Massai fins a la font del Nil) el 1894.
El 1896, Baumann va ser nomenat cònsol de l'Imperi Austrohongarès a Zanzíbar. Tanmateix, pocs anys després va haver de tornar a Europa a causa d'una malaltia, i va morir a l'edat de 35 anys. Avui al Museu d'Etnologia de Viena s'hi conserven gairebé 3.500 artefactes que Baumann acumulat dels seus viatges africans. Aquests inclouen armes, eines, joies i instruments musicals.

## Obres escrites per Oscar Baumann
- Beiträge zur Ethnologie des Kongo (Contribucions a l'Etnologia del Congo), Viena (1887)
- Fernando Po and the Bube. Viena (1888)[8]
- In Deutsch-Ostafrika während des Aufstandes (A l'Àfrica Oriental Alemanya durant la rebel·lió), Viena (1890)
- Usambara. Berlín (1891)
- Karte des nordöstlichen Deutsch-Ostafrika (Mapa del nord-est de l'Àfrica Oriental Alemanya), Berlín (1893)
- Durch Massailand zur Nilquelle (Per la terra dels Massai a les fonts del Nil), Berlín (1894)
- Die kartographischen Ergebnisse der Massai-Expedition (Resultats cartogràfics de l'expedició Massai), A: Petermann's Geographische Mitteilungen, Ergebnisheft 111, Gotha (1894)
- The Sansibar archipelago. 3 llibrets. Leipzig (1896–99)
- Afrikanische Skizzen, Berlín (1900)[9]